# 费伯出版社
费伯与费伯出版社（Faber and Faber）是一个在1929年于英国创立的出版社，创始人是乔弗里·费伯爵士（Geoffrey Faber），出版了英语文学一些最重要的著作，比如威廉·戈尔丁的。 T·S·艾略特曾担任出版社编辑。

## 公司历史
费伯出版社正式成立于1929年，但它最早可追溯到由莫里斯·格韦尔爵士成立的出版科学杂志的公司。公司大部分收入来自于其发行的周刊 The Nursing Mirror。格韦尔夫妇希望涉足图书出版业务，它们因此找到了牛津大学万灵学院的一个同事乔弗里·费伯。格韦尔夫妇与乔弗里·费伯在1925年成立了费伯与格韦尔公司。四年后，它们卖掉了杂志，格韦尔夫妇与乔弗里·费伯也分别开始了各自独立的经营。乔弗里·费伯把公司定名为费伯与费伯，但实际上公司只有他一个费伯。
T·S·艾略特经查尔斯·威伯力推荐离开了劳埃德银行工作进入费伯出版社做文学顾问。在公司成立早期出版了T·S·艾略特的诗集。费伯出版社早期出版的作者还包括：艾兹拉·庞德、让·谷克多、赫伯特·里德、马克斯·伊斯特曼、戴迪·里兰兹、约翰·威尔森、乔弗里·凯恩斯爵士、弗里斯特·雷德、 查尔斯·威廉姆斯和维塔·萨克维尔-韦斯特。1928年，公司出版了它的第一部大获成功的作品《猎狐者的回忆录》。这本书最开始是匿名出版的，在重印的时候作者西格里夫·萨松的名字才被加到书上。在此书出版后的六个月内加印了八次。

## 作家
- T·S·艾略特
- 西格里夫·萨松
- 石黑一雄
- 萨莉·鲁尼